# Francisco Olazar

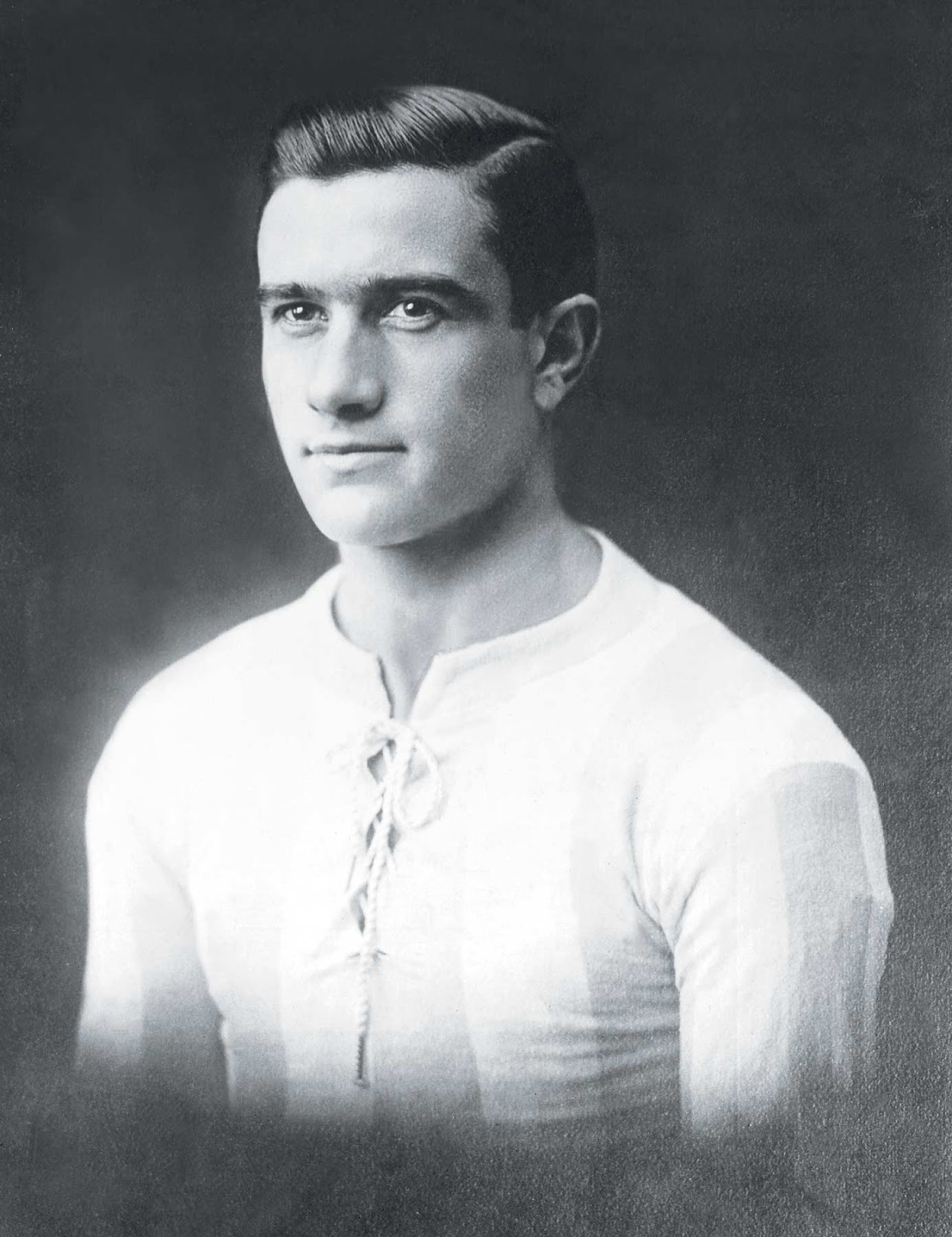
Francisco Olazar

Francisco Olazar (* 10. Juli 1885 in Quilmes, Buenos Aires; † 21. September 1958 in Buenos Aires) war ein argentinischer Fußballspieler und -trainer. Als Spieler war er Mittelläufer und gewann mit dem bonarenser Vorortverein Racing Club in dessen Glanzzeit zu Anfang des 20. Jahrhunderts unter anderem acht argentinische Meistertitel. Als Trainer der Fußballnationalmannschaft von Argentinien gewann er die Campeonato Sudamericano 1929 und wurde bei der Erstaustragung einer Fußball-Weltmeisterschaft 1930 Vizeweltmeister.

## Laufbahn

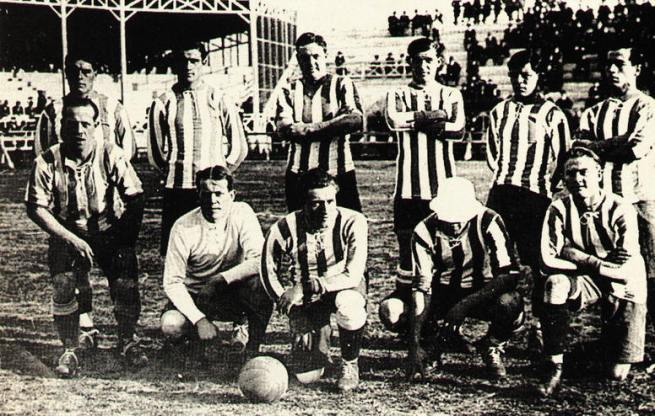
Argentinien bei der Campeonato Sudamericano 1916. Stehend: Reyes, Olazar, J.D. Brown, Guidi, Badaracco, P. Martínez. Vorne: Perinetti, Wilson, Marcovecchio, Ohaco, Heissinger

Francisco Olazar begann seine Fußballerlaufbahn beim Racing Club aus dem bonarenser Vorort Avellaneda. Nach dem Ende der Saison 1910 stieg er mit Racing erstmals in die erste Liga der Asociación Argentina de Football auf. Der als Mittelläufer im Zentrum spielende Olazar war die treibende Kraft und Spielführer von der Mannschaft die als La Academia in die Geschichte einging. Alberto Ohaco und Juan Perinetti waren weitere herausragende Spieler jener Ära. Francisco Olazar beeindruckte durch seine Technik und seine klugen Pässe. Zudem war er ein ausgesprochener Kopfballspezialist der beispielsweise bei Eckbällen immer wieder im gegnerischen Strafraum zu finden war. Insgesamt gelang es ihm 25 Kopfballtore zu erzielen.
1913 gewann er mit dem Racing Club die erste argentinische Meisterschaft. Bis 1919 sollte Racing diese verteidigen. Racing, das hiermit die Nachfolge der Vorherrschaft im argentinischen Fußball vom 1913 aufgelösten Verein Alumni AC übernahm, erreichte mit diesen sieben Titeln in Serie einen Rekord der seither einzigartig blieb. 1921 holte der Racing Club erneut die Meisterschaft. In den Jahren 1913 von 1918 gewann Racing auch sechsmal hintereinander die Copa Dr. Carlos Ibarguren, die von den Meistern der regionalen Ligen des Landes bestritten wurde. Erst in den 1950er Jahren sollte Racing wieder eine dominante Kraft im argentinischen Fußball werden.
Francisco Olazar sollte auch eine dominierende Rolle bei den argentinischen Nationalmannschaften haben, die bei den ersten beiden Ausspielungen der Copa América 1916 und 1917 jeweils den zweiten Platz hinter Uruguay belegten. Insgesamt trat er 18-mal für Argentinien auf den Platz und erzielte dabei ein Tor.

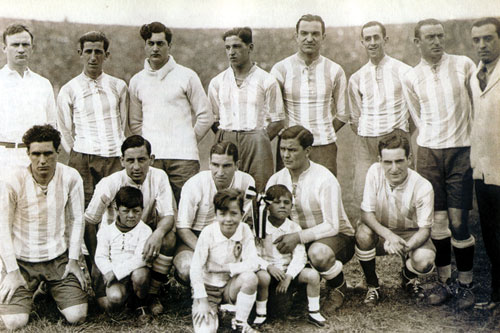
Argentinien Sieger der Campeonato Sudamericano 1929 Hinten: Francisco Olazar, Juan Evaristo, Angel Bossio, Oscar Tarrio, Adolfo Zumelzu, Fernando Paternoster und Rodolfo Orlandini, J. J. Tramutola. Vorne: Carlos Peucelle, Antonio Rivarola, Manuel Ferreira, Manuel Seoane und Mario Evaristo.

In Anerkennung seiner Leistung als Spieler wurde er im September 1929 zum Trainer der Nationalmannschaft ernannt. Er bildete dabei bei der im November in Buenos Aires abgehaltenen Copa América gemeinsam mit 
Juan José Tramutola, dessen offizieller Titel Technischer Direktor lautete, ein Trainergespann. 
Nach diesem Erfolg blieb das Duo auch bei der ersten Fußball-Weltmeisterschaft die 1930 in der uruguayischen Hauptstadt Montevideo stattfand im Amt. Argentinien stürmte dabei mit vier Siegen in das Finale und erzielte dabei 16 Tore. Im Endspiel verlor Argentinien allerdings nach einer 2:1-Führung zur Halbzeit vor 80.000 Zusehern im Estadio Centenario noch mit 4:2, konnte aber die Ehre für sich beanspruchen die treffsicherste Mannschaft des Turniers gewesen zu sein. Star Argentiniens war diesmal Guillermo Stábile, der mit seinen acht Toren erster Torschützenkönig der Weltmeisterschaftsgeschichte wurde. Das Trainergespann wurde nach der Weltmeisterschaft abgelöst.
Es ist anzumerken, dass die Funktion des Trainers der argentinischen Nationalmannschaft noch keine herausragende Bedeutung hatte. Die Mannschaften wurden primär von der Verbandsführung und Führungsspielern ausgewählt und aufgestellt.
Francisco Olazar verstarb 1958 im Alter von 73 Jahren in Buenos Aires.

## Statistik
Spieler:
- Argentinische Meisterschaft: 1913, 1914, 1915, 1916, 1917, 1918, 1919, 1921
- Copa Dr. Carlos Ibarguren: 1913, 1914, 1915, 1916, 1917, 1918

Trainer:
- Argentinische Fußballnationalmannschaft: 1929–1930, 11 Spiele (7 Siege, 2 Unentschieden, 2 Niederlagen)
- Copa América: 1929
- Fußball-Weltmeisterschaft: Finalist 1930